# Чернопёрая акула
Чернопёрая акула (лат. Carcharhinus limbatus) — вид рода серых акул, принадлежащего к одноимённому семейству отряда кархаринообразных. Широко распространёны в прибрежных тропических и субтропических водах по всему миру, в том числе могут жить в солоноватой воде. Генетические анализы показали существование значительных внутривидовых различий, популяция западной части Атлантического океана изолирована и отличается от популяций других регионов своего ареала. У чернопёрых акул характерное для представителей своего семейства веретенообразное тело, короткое и заострённое рыло, длинные жаберные щели, гребень между спинными плавниками отсутствует. У большинства особей кончики плавников имеют чёрную окантовку. В среднем эти акулы достигают длины 1,5 м.
Будучи активными хищниками, чернопёрые акулы охотятся на мелких стайных рыб. По сравнению с прочими представителями семейства они считаются довольно робкими. Как взрослые, так и молодые особи образуют скопления, в которых наблюдается сегрегация по размеру. Подобно остальным серым акулам они размножаются живорождением. Самки приносят ежегодно от 1 до 10 новорождённых. Молодь сначала держится на мелководье. Взрослые самки возвращаются рожать в те же природные питомники, в которых они сами появились на свет. В случае отсутствия самцов они способны размножаться путём партеногенеза.
Как правило, чернопёрые акулы побаиваются людей и не представляют опасности, однако при наличии пищи они становятся агрессивными и могут напасть. Они являются объектом целевого коммерческого промысла, представляют ценный трофей для рыболовов-любителей.

## Таксономия
Чернопёрая акула впервые была описана как Carcharias (Prionodon) limbatus в 1839 году французским зоологом Ашилем Валансьеном в труде Иоганна Мюллера и Фридриха Генле «Systematische Beschreibung der Plagiostomen». Типовыми экземплярами были две особи, пойманные у берегов Мартиники и впоследствии утраченные. Позже этот вид был отнесён к роду Carcharhinus. Видовой эпитет происходит от латинского слова лат.  limbatus — «окаймленный» и объясняется наличием чёрной полоски, окаймляющей края плавников этой акулы.

## Филогенез и эволюция
Ближайшими родственниками чернопёрых акул первоначально считались грациозная акула (Carcharhinus amblyrhynchoides) и короткопёрая серая акула (Carcharhinus brevipinna) из-за сходства в морфологии и поведении. Однако эта интерпретация не подтверждена исследованиями ДНК, которые указывают на близость с черноносой акулой (Carcharhinus acronotus).
Анализ ДНК также выявил наличие двух изолированных популяций в пределах этого вида; представители одной обитают в западной части Атлантического океана, а другой — в восточной части Атлантического океана, в Индийском и Тихом океанах. Представители этих популяций отличаются друг от друга по морфологии, окраске и характеристикам жизненного цикла.

## Внешний вид

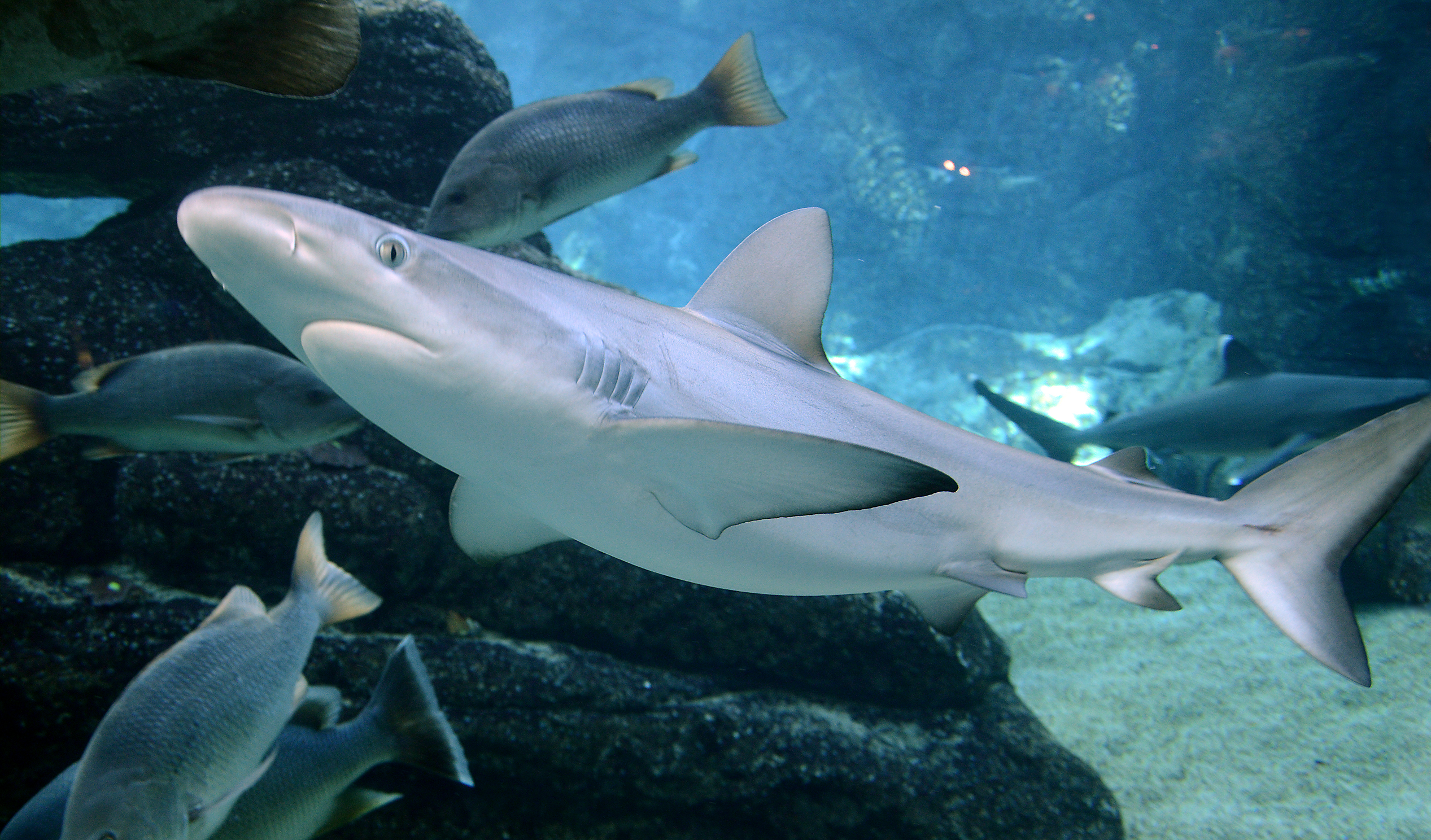

У чернопёрой акулы торпедообразное, обтекаемое тело, длинное заострённое рыло, сравнительно маленькие глаза и пять пар жаберных щелей, которые по длине превосходят жаберные щели аналогичных видов серых акул. Во рту по 15 зубных рядов с обеих сторон каждой челюсти и по 2 зуба на симфизе (по центру) верхней челюсти и 1 на нижней. Зубы широкие, с высоким, узким острием и зубчатыми краями. Первый спинной плавник высокий и серповидный, имеется короткий свободный кончик. Гребень между первым и вторым спинными плавниками отсутствует. Грудные плавники крупные, заострённые и серповидные.
Окраска дорсальной поверхности тела от серого до коричневого цвета, брюхо белое, по бокам проходит заметная белая полоса. Хвостовой плавник с длинной верхней лопастью и чёрными краями. Кончики грудных, первого и второго спинных плавников, как правило, окантованы чёрным цветом. Брюшные плавники и изредка анальные тоже могут иметь чёрные кончики. Некоторые крупные особи почти лишены тёмной окантовки плавников. Чернопёрые акулы могут временно потерять окраску во время цветения воды, вызванного кокколитофоридами. Максимальная зарегистрированная длина составляет 2,8 м, а масса 123 кг, средний размер не превышает 1,5 метров, а масса колеблется в пределах 20—45 кг.

## Ареал
В Атлантическом океане чернопёрая акула встречается от прибрежных вод штата Массачусетс до Бразилии, в том числе в Мексиканском заливе и Карибском море, и от Средиземного моря, о. Мадейры и Канарских островов до Конго. Её можно встретить по всему периметру Индийского океана от берегов Южной Африки и Мадагаскара до Аравийского полуострова и Индийского субконтинента. В западной части Тихого океана она распространена в южной части Китая, на севере Австралии, в том числе на Филиппинах и в Индонезии. В восточной части Тихого океана этот вид распространён от Калифорнии до Перу. Кроме того, есть данные о его присутствии у островов Тихого океана, включая Новую Каледонию, Таити, Маркизские острова, Гавайи, Ревилья-Хихедо и Галапагосские острова.
В прибрежных водах чернопёрые акулы часто появляются в местах впадения рек в океан и заходят в мангровые заросли в эстуариях крупных рек. Как правило, они не опускаются глубже 30 м, хотя есть данные, что эту акулу встречали на глубине 64 м. Хотя иногда чернопёрые акулы уплывают на некоторое расстояние от берега, в целом они предпочитают прибрежные воды. Акулы, принадлежащие к популяции восточного побережья Соединенных Штатов, сезонно мигрируют, летом двигаясь на север к Северной Каролине и перемещаясь зимой на юг до Флориды.

## Биология и экология

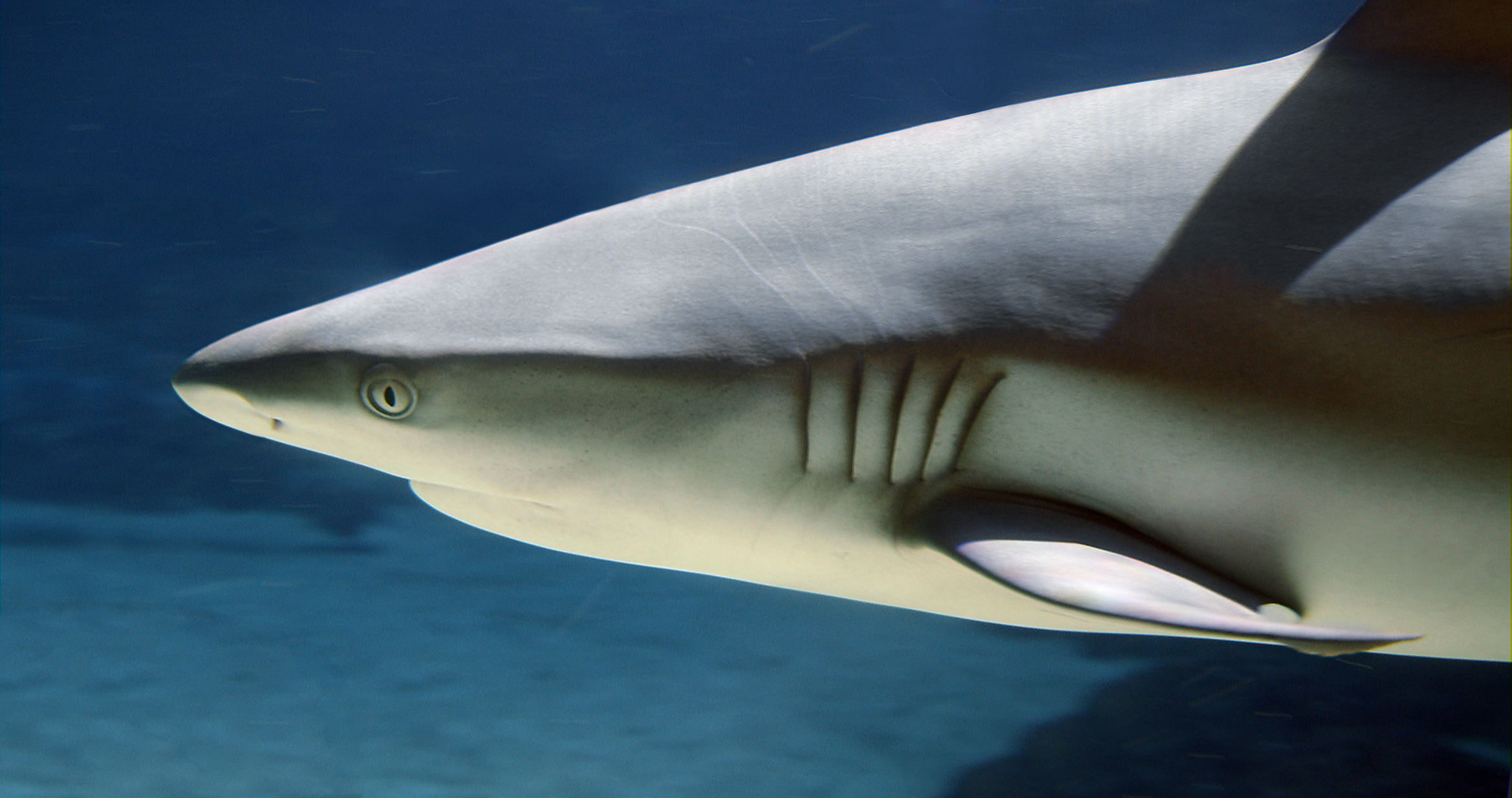

Чернопёрые акулы — чрезвычайно быстрые и энергичные хищники, которые обычно образуют большие стаи, в которых наблюдается сегрегация по полу и возрасту. Самцы и небеременные самки держатся отдельно от беременных самок, и обе эти группы не смешиваются с молодью. В бухте Terra Ceia, штат Флорида, молодые чернопёрые акулы днём образуют скопления, а на ночь расходятся. Чернопёрые акулы чаще собираются в стаи в начале лета, когда на свет появляется потомство; предположительно, такое поведение помогает им спастись от хищников (в основном крупных акул). Взрослые акулы практически не имеют естественных врагов.
Чернопёрые акулы способны выпрыгивать из воды и совершать три-четыре оборота вокруг своей оси. В некоторых случаях этот прыжок представляет собой финальную стадию атаки, в ходе которой акулы мчатся вертикально к поверхности воды и проходят сквозь косяк рыб, по инерции выскакивая из воды. Наблюдения на Багамах дают основания полагать, что чернопёрые акулы могут совершать подобные прыжки, чтобы избавиться от паразитов (Echeneis naucrates), которые раздражают кожу акул и снижают её гидродинамику. Во время этих прыжков акулы в среднем развивают скорость 6,3 м/с.
Чернопёрые акулы довольно робки, в конкурентной борьбе за пищу они уступают галапагосским (Сarcharhinus galapagensis) и белопёрым серым акулам (Сarcharhinus albimarginatus) сопоставимого с ними размера. В конфликтных ситуациях они демонстрируют характерное агрессивное поведение: подплывают к раздражающему объекту и разворачиваются обратно, опускают грудные плавники, наклоняют голову, приподнимают хвост и раскрывают челюсти. Весь «ритуал» длится около 25 секунд.

### Рацион и пищевое поведение

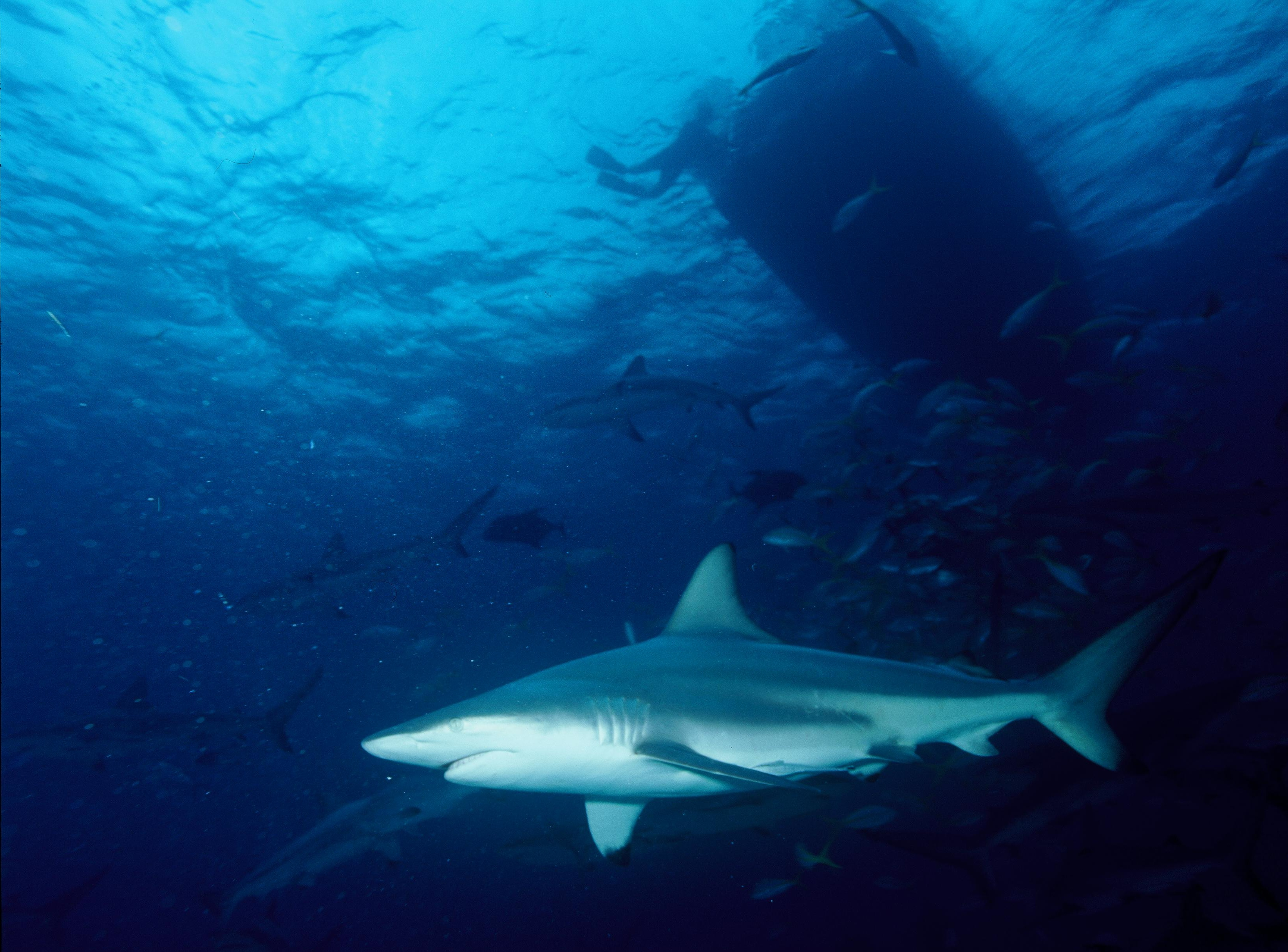

Рацион чернопёрых акул на 90 % составляют костистые и хрящевые рыбы. Их добычей становятся сардины, сельди, анчоусы, элопсы, ариевые, рыбы-свистульки, камбалы, пальцепёры, кефали, скумбрии, ставриды, морские окуни, морские караси, летриновые, горбыли, спинороги, кузовки и рыбы-ежи. Также они питаются скатами и мелкими акулами — такими, как куньи и длиннорылые акулы, иногда поедают головоногих моллюсков и ракообразных. В Мексиканском заливе наиболее важной добычей чернопёрых акул являются заливный менхаден (Brevoortia patronus) и крокер обыкновенный (Micropogonias undulatus). У берегов Южной Африки основу рациона составляют ставриды и сельди.
Пик охоты приходится на рассвет и на сумерки. В стаях при наличии большого количества пищи чернопёрые акулы склонны впадать в пищевое безумие — состояние, в котором стая акул начинает неистово рвать зубами любой движущийся объект, в том числе и друг друга.

### Жизненный цикл

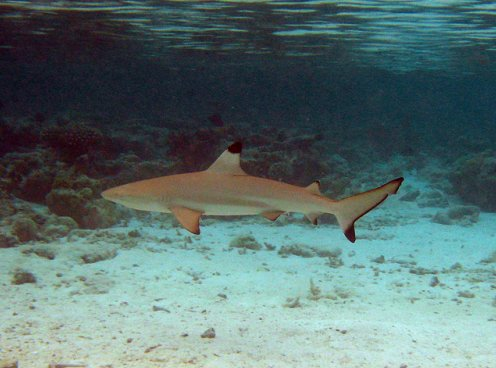

Подобно прочим представителям рода серых акул, чернопёрые акулы являются живородящими. Развивающиеся эмбрионы получают питание посредством плацентарной связи с матерью, образованной опустевшим желточным мешком. Желточный мешок истощается на 10 или 11 неделе беременности, когда эмбрион достигает размеров 18—19 см.
У самок имеется один функциональный яичник и две функциональные матки, каждая из которых разделена на отсеки с одним эмбрионом внутри каждого отсека. Беременность длится 10—12 месяцев; поэтому если спаривание у чернопёрых акул происходит с весны до начала лета, то роды приходятся примерно на то же время в следующем году.
В помёте в среднем 4—7 (1—10) новорождённых. Самки приносят потомство раз в два года. Роды происходят у берега на мелководье, где много пищи и меньше крупных хищников. Несмотря на то, что взрослые чернопёрые акулы очень мобильны и способны преодолевать большие расстояния, они демонстрируют высокую степень филопатрии и возвращаются рожать туда, где сами появились на свет. У восточного побережья США длина новорождённых составляет 55—60 см, а у берегов Северной Африки и 61—65 см. Смертность в течение первых 15 месяцев жизни достигает 61—91 %; при этом основную угрозу представляют хищники и недостаток пищи.
Молодые акулы остаются на мелководье до первой осени своей жизни, а затем мигрируют к местам зимовки. Темпы роста этого вида с возрастом замедляются: за первые шесть месяцев молодняк вырастает на 25—30 см, затем на 20 см в год и прибавляет по 10 см в год до созревания; ежегодный прирост у взрослых акул не превышает 5 см. В северо-восточной Атлантике самцы и самки созревают при длине 1,4—1,5 м и 1,6 м соответственно, в Мексиканском заливе 1,3—1,4 м и 1,5—1,6 м,, у берегов Южной Африки 1,5 м и 1,6 м, а в прибрежных водах Северной Африки 1,7 м и 1,8 м.
Половая зрелость наступает на 4—5 году у самцов и 7—8 году у самок. Максимальная продолжительность жизни — не менее 12 лет.
В 2007 году 9-летняя самка чернопёрой акулы, жившая в аквариуме Морского научного центра Вирджинии оказалась беременной и разрешилась от бремени новорождённой женского пола, хотя никогда не спаривалась с самцами. Генетический анализ подтвердил, что её потомство было продуктом партеногенеза — формы бесполого размножения. Поскольку ранее случай партеногенеза был зафиксирован у молотоголовой акулы, то вполне возможно, что у акул бесполое размножение распространено шире, чем считалось ранее.

## Взаимодействие с человеком
Есть сообщения о том, что чернопёрые акулы интересуются дайверами, оставаясь на безопасном расстоянии. В большинстве случаев эти робкие акулы не считаются опасными для человека; тем не менее в присутствии раненной рыбы (например, на подводной охоте) они легко приходят в возбуждение и могут укусить аквалангиста. Их размер и скорость достаточны, чтобы нанести человеку серьёзные травмы. К 2008 году в списке International Shark Attack File было зафиксировано 28 неспровоцированных нападений (одно с летальным исходом) и 13 спровоцированных нападений, приписываемых этому виду. Чернопёрые акулы ежегодно несут ответственность за 16 % нападений акул у берегов Флориды. Большинство атак этого вида приводит лишь к незначительным ранениям.
Чернопёрые акулы — наиболее распространённый вид крупных акул, обитающий в прибрежных водах. Они являются объектом целевого промысла по всему миру. Их ловят с помощью ярусов, ставных донных сетей, донных тралов. Их мясо высоко ценится и поступает в продажу в свежем, замороженном и вяленом виде. Плавники используют для приготовления супа, кожу выделывают, из жира печени производят витамины, а из остатков туши — рыбной муки.Чернопёрые акулы являются одним из наиболее важных объектов рыболовства в северо-западной Атлантике, занимая второе место после серо-голубой акулы (Carcharhinus plumbeus). Мясо последних ценится выше, поэтому иногда под его видом в США продают мясо чернопёрых акул. В Индии, Мексике, Средиземном море, Южно-Китайском море и на севере Австралии также ведётся активный коммерческий промысел чернопёрых акул.
Чернопёрая акула пользуется популярностью среди рыболовов во Флориде, в Карибском бассейне и в Южной Африке. Этот вид включен в список промысловых рыб International Game Fish Association. Попавшись на крючок, чернопёрые акулы активно сопротивляются и иногда выпрыгивают из воды. С 1995 года число акул, пойманных в США рыболовами-любителями, приблизилось или даже превысило численность добычи коммерческого промысла. Международный союз охраны природы оценил статус сохранности вида как «близкий к уязвимому положению», так как из-за медленного размножения популяция чувствительна к перелову. Соединенные Штаты и Австралия являются единственными странами, в которых лов чернопёрой акулы регулируется на государственном уровне.